# Jelena Soboleva
Jelena Vladimirovna Soboleva (Russisch: Елена Владимировна Соболева) (Brjansk, 3 augustus 1982) is een Russische middenafstandsloopster, die zich heeft gespecialiseerd in de 1500 m. Ze is meervoudig Russisch kampioene en was tot 2014 wereldindoorrecordhoudster op deze afstand. Haar in 2008 veroverde titel van wereldindoorkampioene moest ze later vanwege een dopingovertreding en een daarop volgende schorsing weer inleveren, evenals het bij die gelegenheid gevestigde wereldrecord.

## Loopbaan

### Twee WK's, tweemaal zilver
In februari 2006 liep ze in een wedstrijd in Moskou een nieuwe wereldindoorecordtijd van 3.58,28. Een maand later won ze in dezelfde plaats een zilveren medaille op de WK indoor 1500 m.
Op 30 juni 2007 liep Soboleva in Moskou tijdens wedstrijden om de Luzhniki Cup op overtuigende wijze de mijl in 4.15,63 en versloeg hiermee haar ervaren landgenotes Olga Jegorova (4.20,10) en Goelnara Samitova-Galkina (4.20,23). Hiermee leverde ze de derde prestatie aller tijden achter landgenote en wereldrecordhoudster Svetlana Masterkova (4.12,56 in 1996) en de Roemeense Paula Ivan (4.15,61 in 1989). Inmiddels was Jelena Soboleva dat jaar met 3.57,30 ook aanvoerster van de wereldranglijst op de 1500 m, zodat zij als een van de voornaamste kanshebsters voor eremetaal werd gezien op de wereldkampioenschappen in het Japanse Osaka. Op 2 september 2008 maakte ze in Osaka die rol in zoverre waar, dat zij gedurende de eerste drie ronden van de 1500 m-finale het tempo bepaalde (de eerste ronde ging in 65,82, waarna twee ronden volgden van 63,75 en 63,09). Al die tijd ging Maryam Jamal uit Bahrein mee in het kielzog van de Russische, om vervolgens in de laatste ronde haar aanval te lanceren en Soboleva op de streep te kloppen. Tijden: 3.58,75 om 3.58,99.

### Wereldkampioene in wereldrecordtijd
Het jaar 2008 begon Jelena Soboleva uitstekend. Eerst zette zij op 9 februari tijdens de Russische indoorkampioenschappen in Moskou een fabuleuze 800 metertijd neer in 1.56,49, slechts 0,67 seconde boven het zes jaar oude wereldrecord van Jolanda Ceplak. De dag erna verbeterde Soboleva haar eigen wereldrecord op de 1500 m van 3.58,28 uit 2006 tot 3.58,05. Een maand later was het in het Spaanse Valencia op het WK indoor opnieuw raak en dook zij met 3.57,71 alweer onder haar kersverse wereldrecord. In een race waarin drie van haar tegenstandsters eveneens onder de 4 minutengrens bleven, pakte ze daarmee op de 1500 m de wereldtitel. Het zilver ging naar haar landgenote Joelia Fomenko, die haar PR verbeterde tot 3.59,41 en het brons naar de Ethiopische Gelete Burka, die een nieuw Afrikaans record liep van 3.59,75.

### Doping
Op 31 juli 2008, ruim een week voor het begin van de Olympische Spelen in Peking, werd Soboleva uit de Russische selectie gezet vanwege een vermeende positieve dopingtest. Samen met zes andere Russinnen werd ze verwijderd uit het Russische kamp. Uit DNA-onderzoek was namelijk gebleken, dat ze bij een dopingcontrole een andere dan haar eigen urinemonster had ingeleverd. Dit staat gelijk aan een positieve dopingcontrole. Tot de zes andere Russische olympische atletes behoorden onder meer Tatjana Tomasjova (1500 m), Goelfia Chanafejeva (kogelslingeren) en Darja Pisjtsjalnikova (discuswerpen). Vervolgens werd op 21 oktober 2008 bekendgemaakt, dat de Russische atletiekfederatie alle zeven atletes een schorsing van twee jaar had opgelegd.
Naderhand ontstond onenigheid tussen de Russische atletiekbond en de IAAF over het startpunt van de schorsing. De Russen wilden de schorsing met terugwerkende kracht in laten gaan op het moment van de eerste controles in april 2007. Dit hield in, dat de atletes in de zomer van 2009 weer aan wedstrijden én het WK in Berlijn mee zouden kunnen doen. De IAAF verwierp dit idee en ging ervan uit dat ze pas in 2010 weer startgerechtigd zouden zijn.
Uiteindelijk werd Soboleva een schorsing van twee jaar en negen maanden opgelegd, te weten van 31 juli 2008 tot 30 april 2011. Verder werden al haar resultaten vanaf 26 april 2007 geschrapt.
In 2020 werd bekendgemaakt dat Soboleva nogmaals verdacht werd van het gebruik van doping. De zaak kwam aan het licht door bewijs in het onderzoek van de Canadees Richard McLaren. Hij legde eerder een door de staat gestuurd dopingnetwerk bij de Winterspelen van 2014 in Sotsji bloot. Op 7 april 2021 volgde de uitspraak: Soboleva werd door het CAS voor de periode van acht jaar geschorst, te beginnen op 1 mei 2011 en aflopend op 15 december 2016. tevens werden alle in die periode behaalde resultaten geschrapt.

## Titels
- Russisch kampioene 1500 m - 2006
- Russisch indoorkampioene 800 m - 2008
- Russisch indoorkampioene 1500 m - 2006

## Persoonlijke records
Outdoor
| Onderdeel | Prestatie | Datum            | Plaats     |
| --------- | --------- | ---------------- | ---------- |
| 800 m     | 1.57,28   | 24 juni 2006     | Zjoekovski |
| 1000 m    | 2.26,50   | 23 augustus 2005 | Linz       |
| 1500 m    | 3.56,43   | 8 juli 2006      | Parijs     |
| 3000 m    | 8.55,89   | 27 mei 2005      | Sotsji     |

Indoor
| Onderdeel   | Prestatie                  | Datum            | Plaats          |
| ----------- | -------------------------- | ---------------- | --------------- |
| 800 m       | 1.58,53                    | 4 februari 2006  | Moskou          |
| 1000 m      | 2.32,40                    | 25 januari 2006  | Moskou          |
| 1500 m      | 3.58,28 (ex-WR; nat. rec.) | 18 februari 2006 | Moskou          |
| 1 Eng. mijl | 4.20,21                    | 27 januari 2008  | Moskou          |
| 2000 m      | 5.40,75                    | 7 januari 2006   | Jekaterinenburg |

## Prestaties

### 800 m
Golden League-podiumplek
- 2007:  ISTAF – 2.00,20

### 1500 m
- 2005: 4e WK - 4.02,48
- 2006:  WK indoor - 4.05,21
- 2006: 4e EK - 4.00,36
- 2006:  Wereldatletiekfinale - 4.03,49
- 2007:  DQ WK - 3.58,99
- 2007:  DQ Wereldatletiekfinale - 4.05,35
- 2008:  DQ WK indoor - 3.57,71

Golden League-podiumplek
- 2006:  Meeting Gaz de France – 3.56,43